# Saturn (automòbil)
Saturn Corporation va ser fundada per General Motors (GM) el 7 de gener de 1985 com una empresa separada d'aquesta, és en l'actualitat una divisió d'automòbils de la GM. Els primers cotxes Saturn van aparèixer el 1990, bàsicament en resposta a l'èxit que tenien els cotxes japonesos. Saturn ven cotxes als mercats dels Estats Units (incloent també Puerto Rico) i Canadà.
El seu eslògan fou "A different kind of company, a different kind of car".No només copiarà el disseny dels cotxes japonesos, sinó que tractarà de copiar el sistema d'administració i control d'aquests: els treballadors tindran un major control i implicació en la fàbrica, la UAW acceptà d'excloure la divisió Saturn, posant en pràctica tota l'experiència que GM havia recollit en les fàbriques NUMMI (joint venture entre GM i Toyota) i CAMI Automotive (joint venture entre GM i Suzuki).
El quarter general de Saturn i la primera indústria d'on van sortir els models Saturn és a Spring Hill (Tennessee).

## Història

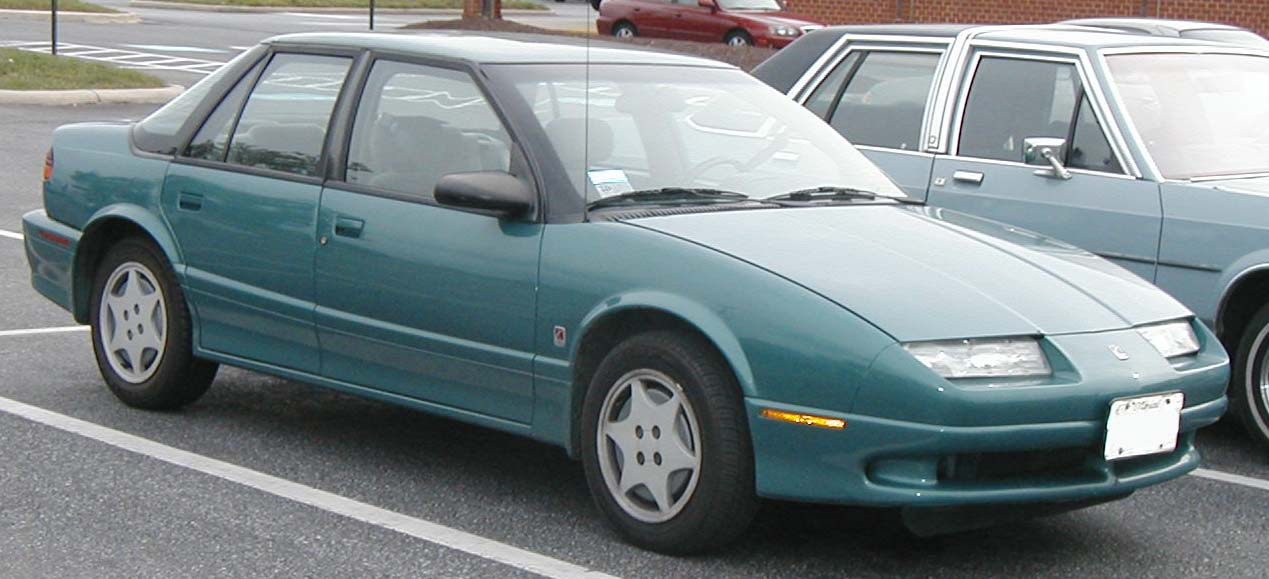
Saturn S-series de 1a generació

Des del seu llançament al mercat, Saturn ja va ser una divisió significativa a GM. Tots els productes d'aquesta anaven amb un xassís específic per aquests, el Z-body, un motor també específic (el 1.9L Motor Saturn l4) i eren fabricats a Spring Hill. Els 3 models de Saturn, els Saturn S-series (SL, SC i SW) compartien plataforma però es modificava l'estructura (SL era un sedan, el SC un coupe, i el SW un familiar).
El 2000 es presenta el Saturn L-series i suposa el primer canvi real de Saturn. Aquest era un mid-size que compartia la plataforma GM2900 i motors amb el Opel Vectra i que va ser construït a Wilmington, Delaware (el Saturn Sky, Pontiac Solstice i Opel GT, models actuals, són fabricats en aquesta fàbrica).
Saturn mai ha estat una empresa que hagi tingut beneficis. El model Saturn ION va ser deixat de fabricar durant 2 setmanes per reduir els estocs acumulats i el Saturn L-series va ser cancel·lat després d'haver-se fabricat el model 2005. Per aquest motiu, GM va decidir recuperar el control d'aquesta divisió, eliminant la independència que gaudia. Després que Penske Automotive renunciés en setembre de 2009 a comprar la companyia, General Motors va cancel·lar la marca en 2010, i la producció ja s'havia aturat l'any anterior.

## Llista de models fabricats per Saturn
- Saturn S-series (1991-2002)
- Saturn L-series (1999-2005)
- Saturn ION (2003-2007)
- Saturn Relay (2005-2007)
- Saturn Outlook (2007-2009)
- Saturn Sky (2007-2009)
- Saturn Astra (2008-)
- Saturn VUE (2002-2009)
- Saturn Aura (2007-2009)